# Леодр (знак)
Знак лео́дра (◌҉, в Юникоде называется кириллический знак миллионов) — диакритический знак в системе записи чисел кириллицей, чаще всего обозначавший умножение числового значения буквы, заключённой в него, на миллион.

## Значение
Старорусская система счисления имела две разновидности: «малое число» и «великое число» (оно же «великое славянское число» или «число великое словенское»). Последнее известно по рукописям XVII века. В «малом числе» словом лео́др (ст.‑слав. леѡ́дръ, др.-рус. леѡⷣръ) обозначались десять легионов, т. е. миллион ({\displaystyle 10^{6}}), в «великом» же — легион легионов, т. е. септиллион ({\displaystyle 10^{24}}). Слово «леодр» зафиксировано в русских письменных источниках с конца XIV — начала XV века.
Г. П. Павский считал, что слово «леодр» происходит от санскр. नियुत (nijuta), миллион.

## Форма
Знак леодра имел форму круга, состоящего из прямых штрихов ( = 1 000 000), в некоторых рукописях он состоял из запятых (). Знак имеет сравнительно позднее происхождение, как и обозначения других чисел больше тысяч. Вместо него мог употребляться удвоенный знак тысяч (҂҂◌).

## Кодировка
Знак леодра был добавлен в стандарт Юникод в версии 3.0 в блок «Кириллица» (англ. Cyrillic) под шестнадцатеричным кодом U+0489.